# Vida (álbum de Luis Fonsi)
Vida es el noveno álbum de estudio del cantante puertorriqueño Luis Fonsi, lanzado el 1 de febrero de 2019, a través de Universal Music Latin, siendo el siguiente disco publicado de Fonsi después de cinco años. El disco presenta los sencillos «Despacito» (en sus versiones original y remezclada), «Échame la culpa», «Calypso», «Imposible» y hasta ahora su último sencillo «Sola».

## Recepción
Vida debutó en el número 18 en la lista Billboard 200 de Estados Unidos, con más de 22 000 unidades vendidas equivalente al número uno en la lista de los mejores álbumes latinos y en la lista de los álbumes de pop latino.

## Lista de canciones
- Edición Estándar[13]

| N.º   | Título                                                 | Escritor(es)                                                      | Duración |  |
| 1.    | «Sola»                                                 | Luis Fonsi, Mauricio Rengifo                                      | 3:24     |  |
| 2.    | «Apaga la luz»                                         | Luis Fonsi, Paolo Tondo, Luis Salazar, Jovany Barreto             | 3:32     |  |
| 3.    | «Le pido al cielo»                                     | Luis Fonsi, M. Rengifo, Torres                                    | 4:07     |  |
| 4.    | «Imposible» (con Ozuna)                                | Luis Fonsi, Vicente Saavedra, M. Rengifo, Ozuna, Torres           | 2:44     |  |
| 5.    | «Poco a Poco»                                          | Luis Fonsi, M. Rengifo, Torres                                    | 2:55     |  |
| 6.    | «Dime que no te irás»                                  | Luis Fonsi, Ferras Alquasi, Claudia Menkarski                     | 4:21     |  |
| 7.    | «Échame la culpa» (con Demi Lovato)                    | Luis Fonsi, Alejandro Rengifo, M. Rengifo, Torres                 | 2:53     |  |
| 8.    | «Tanto para nada»                                      | Luis Fonsi, Torres, Menkarski                                     | 3:50     |  |
| 9.    | «Despacito» (con Daddy Yankee)                         | Luis Fonsi, Erika Ender, Daddy Yankee                             | 3:49     |  |
| 10.   | «Más fuerte que yo»                                    | Luis Fonsi, Torres, Ximena Munoz                                  | 3:49     |  |
| 11.   | «Calypso» (con Stefflon Don)                           | Luis Fonsi, Oladayo Olatunji, M. Rengifo, Torres, Stephanie Allen | 3:20     |  |
| 12.   | «Ahí estás tú»                                         | Luis Fonsi, Torres                                                | 3:22     |  |
| 13.   | «Despacito» (Remix) (con Daddy Yankee y Justin Bieber) | Luis Fonsi, Ender, Ayala, Justin Bieber, Jason Boyd, Marty James  | 3:50     |  |
| 14.   | «Calypso» (Remix) (con Karol G)                        | Luis Fonsi, Olatunji, M. Rengifo, Torres, Allen                   | 3:05     |  |
| 15.   | «Sola» (versión inglés)                                | Luis Fonsi, M. Rengifo, Torres                                    | 3:24     |  |
| 52:25 |                                                        |                                                                   |          |  |

| Vida — Edición Japonesa Bonus Track |                                            |              |               |          |  |
| N.º                                 | Título                                     | Escritor(es) | Productor(es) | Duración |  |
| 16.                                 | «Wave Your Flag» (Afrojack con Luis Fonsi) | Afrojack     | Afrojack      | 3:10     |  |

## Posiciones en la lista
| Listas (2019)                     | Mejor posición |
| --------------------------------- | -------------- |
| Argentina (CAPIF)                 | 1              |
| Alemania (GfK Entertainment)      | 27             |
| Austria (Ö3 Austria Top 40)       | 41             |
| Bélgica (Ultratop Flanders)       | 64             |
| Bélgica (Ultratop Wallonia)       | 114            |
| Canadá (Canada Albums)            | 47             |
| Estados Unidos (Billboard 200)    | 18             |
| Estados Unidos (Top Latin Albums) | 1              |
| Estados Unidos (Latin Pop Albums) | 1              |
| Francia (SNEP)                    | 76             |
| Italia (FIMI)                     | 89             |
| Países Bajos (Dutch Albums)       | 91             |
| Portugal (AFP)                    | 29             |
| Suiza (Schweizer Hitparade)       | 6              |

## Certificaciones
| País (organismo certificador) | Certificación       | Unidades certificadas |
| ----------------------------- | ------------------- | --------------------- |
| Brasil (Pro-Música Brasil)    | 2× Diamante         | 320 000               |
| Estados Unidos (RIAA)         | 22× Platino (Latin) | 1 320 000             |
| México (AMPROFON)             | 4× Platino          | 240 000               |
| Singapur (RIAS)               | Platino             | 20 000                |